# Forcipomyia franklini
Forcipomyia franklini är en tvåvingeart som beskrevs av Clastrier och Wirth 1995. Forcipomyia franklini ingår i släktet Forcipomyia och familjen svidknott.
Artens utbredningsområde är Costa Rica. Inga underarter finns listade i Catalogue of Life.